# الاستین
الاستین (انگلیسی: Elastin) یکی از پروتئینهای ساختاری است که در بافت همبند وجود دارد و خاصیت الاستیک دارد.
اسید آمینه‌ ای که در ساختار الاستین وجود دارد «هیدروکسی پرولین» است که در ساختار کلاژن نیز موجود است و باعث تشکیل پیوند هیدروژنی و استحکام ساختار کلاژن می‌گردد.